# Lena Pessoa
Lena Pessoa es una diseñadora brasileña.

## Biografía
Nació en Belo Horizonte, Minas Gerais, en la década de 1950, y entró al mundo del diseño en 1978 con la creación de una línea de zapatos. En poco tiempo, pasó a diseñar ropas que siempre creyó ser la “arquitectura” del cuerpo humano. Considerando el vestuario como un conjunto de elementos inseparables, Lena también desarrolló acsesorios para acompañar sus ropas. Luego de su llegada a París en 1986, apoyada por Woolmark, Lena creó su propia línea de ropas y accesorios para marcas como Agnes B y en 1994 creó su propia empresa de creación: la Deux L.
En 2000, Lena cambió de la creación de ropas a crear lugares para mostrarlas. Al entrar en contacto con el grupo LVMH para proponer un nuevo concepto de vitrina, la diseñadora recibió inmediatamente una encomienda para vitrinas de la marca Louis Vuitton. Ese trabajo le valió la oportunidad de desarrollar también la arquitectura de interiores y el diseño de la primera boutique de la nueva marca del grupo: Emilio Pucci. En seis años y con la contribución de la oficina de arquitectura de Milán, Vudafieri Partners, Lena Pessoa inauguró 50 boutiques de diferentes marcas, (Givenchy, Roger Vivier, Kenzo, Jimmy Choo) alrededor del mundo, de Tokio a Londres, de Pekín a Nueva York. La sorprendente trayectoria de la diseñadora se debe a su proceso creativo. Su trabajo consiste en analizar la identidad y el alma de la marca y a partir de esa reflexión, crear un concepto personalizado, un universo único para cada una de ellas. La presencia de Lena es prácticamente invisible en sus trabajos, pues ella oculta su personalidad para imponer la identidad visual de la marca. Para las ropas, Lena crea boutiques a medida.